# Aloysia gratissima
El cedrón del río de la Plata (Aloysia gratissima) es una especie de arbusto del género Aloysia, perteneciente a la familia de las verbenáceas. Es originaria de América desde México (aquí denominada vara dulce) hasta Argentina.

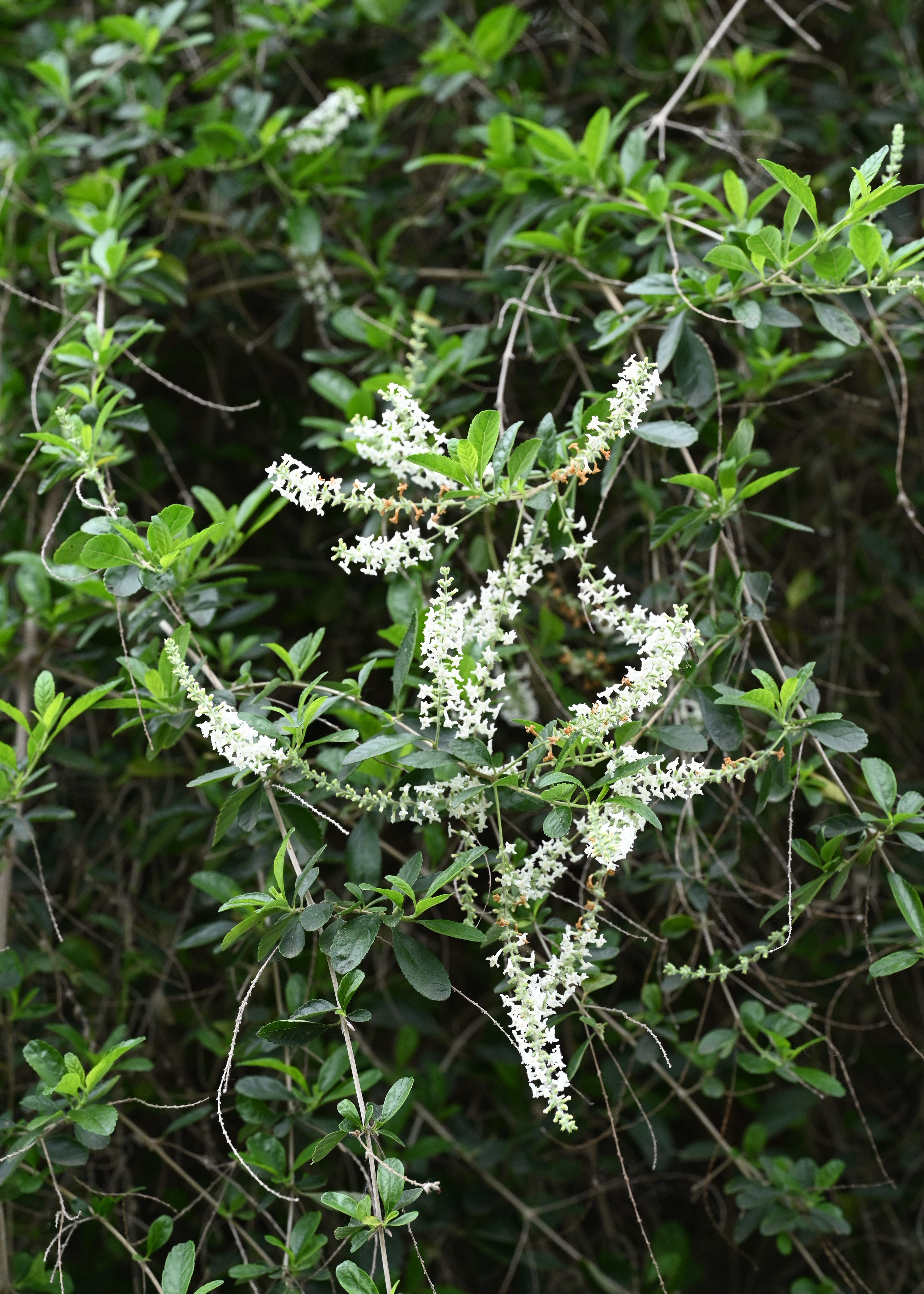
Planta en flor

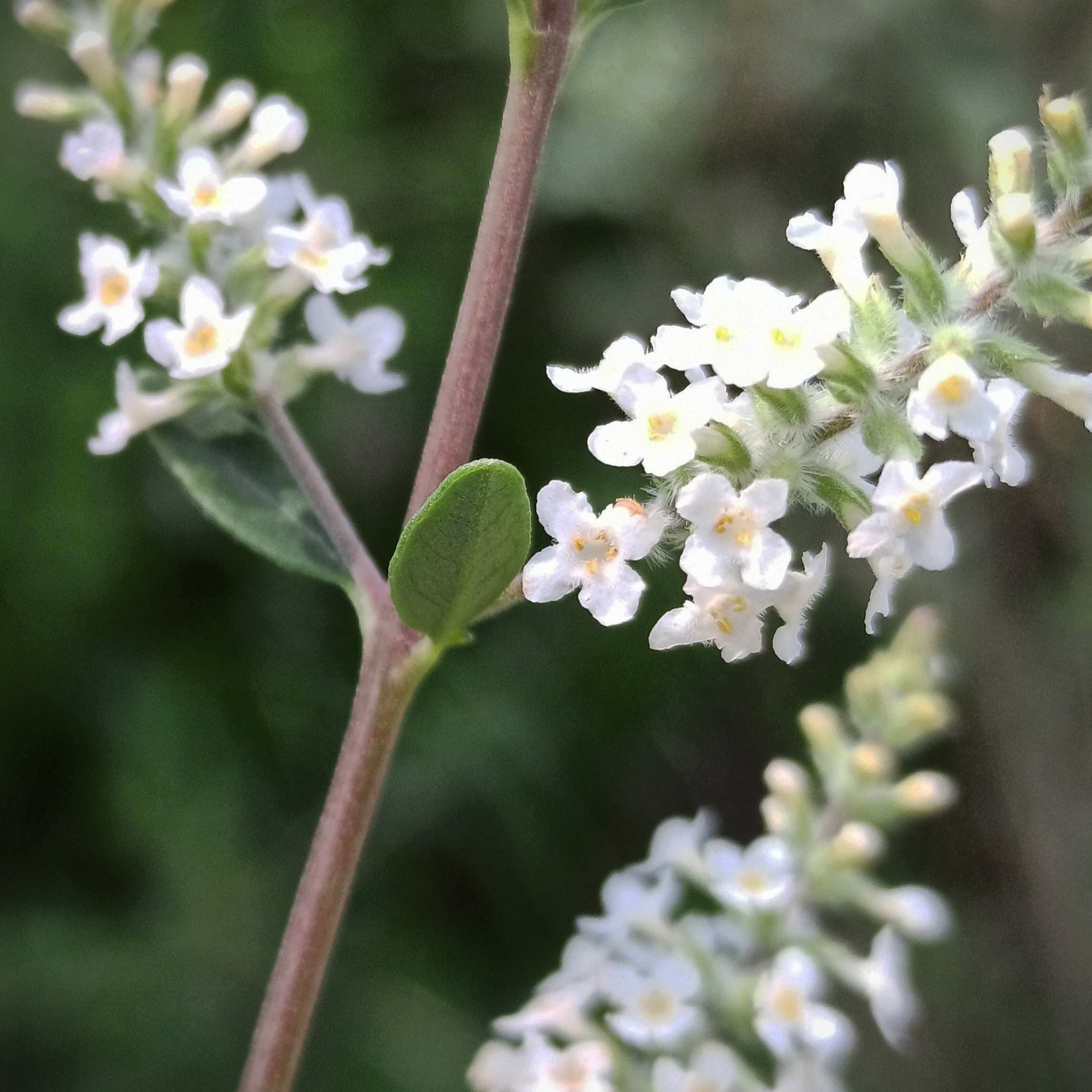
Primer plano de las florecillas

## Descripción
Es un arbusto que alcanza una altura máxima de 3 m, de aspecto desordenado, con ramas agudo espinosas. El follaje es ralo y persistente con hojas simples, opuestas, a veces ternadas, íntegras o dentadas, lanceoladas o largamente elípticas, agudas u obtusas, blandas o subcoriáceas, verdes en el haz y blanquecinas en el envés.
Las flores son de color blanco, muy perfumadas, dispuestas en racimos axilares solitarios o reunidos en panojas terminales. Florece en primavera y verano. El fruto es una cápsula con dos núculas en su interior.

## Distribución y hábitat
Se encuentra en zonas serranas y en las cumbres de las quebradas de América desde México hasta el Uruguay y Argentina.

## Usos
Se la utiliza como hierba medicinal y es de gran importancia como melífera. 

## Taxonomía
Aloysia gratissima fue descrita por (Gill. et Hook) Tronc y publicado en Darwiniana 12(3): 527. 1962.
Etimología
Aloysia: nombre genérico que fue otorgado en honor de María Luisa de Parma, 1751-1819,  esposa del rey Carlos IV de España.
gratissima; epíteto latíno que significa "la más grata"
Sinonimia
- Verbena gratissima Gillies & Hook., Hooker's J. Bot. Kew Gard. Misc. 1: 160 1830
- Lippia gratissima (Gillies & Hook.) L.D.Benson in L.D.Benson & Darrow, Trees Shrubs Southw. Deserts, ed. 3: 202 1981
- Aloysia lycioides Cham., Linnaea 7: 237 1832
- Lippia lycioides (Cham.) Steud., Nomencl. Bot., ed. 2, 2: 54 1841
- Aloysia floribunda M.Martens & Galeotti, Bull. Acad. Roy. Sci. Bruxelles 11(2): 320 1844
- Lippia affinis Briq., Bull. Herb. Boissier 4: 339 (1896), nom. illeg.
- Lippia sellowii Briq., Annuaire Conserv. Jard. Bot. Genève 4: 21 1900
- Lippia ligustrina var. lasiodonta Briq., Annuaire Conserv. Jard. Bot. Genève 7-8: 305 1904
- Lippia ligustrina var. paraguariensis Briq., Annuaire Conserv. Jard. Bot. Genève 7-8: 305 1904
- Lantana virgata Larrañaga, Escritos D. A. Larrañaga 2: 188 1923
- Verbena integerrima Larrañaga, Escritos D. A. Larrañaga 1: 9 1923
- Lippia ligustrina var. schulzii Standl., Publ. Field Mus. Nat. Hist., Bot. Ser. 4: 256 1929
- Aloysia ligustrina var. schulzii (Standl.) Moldenke, Phytologia 1: 95 1934
- Aloysia ligustrina var. paraguariensis (Briq.) Moldenke, Phytologia 1: 167 1935
- Aloysia uruguayensis Moldenke, Phytologia 1: 167 1935
- Aloysia sellowii (Briq.) Moldenke, Revista Sudamer. Bot. 4: 15 1937
- Aloysia chacoensis Moldenke, Lilloa 5: 373 1940
- Aloysia meyeri Moldenke, Lilloa 5: 378 1940
- Aloysia schulziana Moldenke, Lilloa 5: 381 1940
- Aloysia lycioides var. paraguariensis (Briq.) Moldenke, Phytologia 2: 464 1948
- Aloysia lycioides var. schulzii (Standl.) Moldenke, Phytologia 2: 464 1948
- Aloysia lycioides var. revoluta Moldenke, Phytologia 3: 108 1949
- Aloysia chacoensis var. angustifolia Tronc., Darwiniana 13: 630 1964
- Lippia gratissima var. schulzii (Standl.) L.D.Benson in L.D.Benson & R.A.Darrow, Trees Shrubs Southw. Deserts, ed. 3: 203 (1981).[5]